# Principat de Bera
El principat de Bera fou un estat trributari protegit format per una thikana tributària de Jodhpur constituïda per dotze pobles, i governada pel clan Ranawat del clan sisòdia dels rajputs.
El darrer sobira, que portava el títol de Rao i thakur (Rao Bahadur thakur) fou Shivnath Singh.